# EF86
Die Elektronenröhre EF86 ist eine Kleinsignalpentode mit geringem Rauschen und wird auch heute noch in Audioröhrenverstärkern eingesetzt. Die Röhre wurde 1954 von dem deutschen Röhrenhersteller Valvo – einem Tochterunternehmen des niederländischen Konzerns Philips – entwickelt. Sie ist der Nachfolgetyp der EF40 und hat einen Noval-Sockel.

## Allgemeines

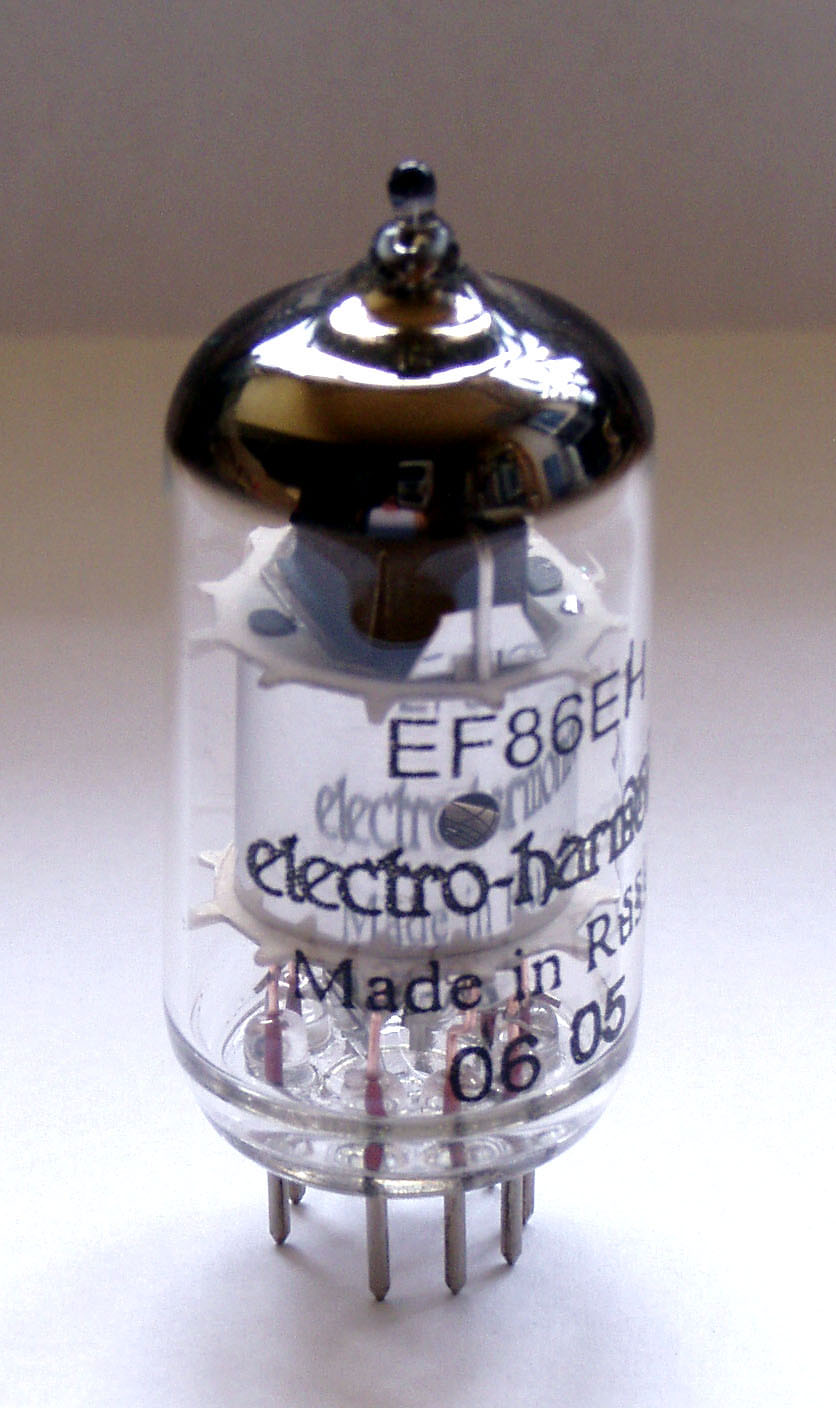
Eine aktuelle russische EF86 Electro-Harmonix

Zusammen mit der Vorstellung weiterer neuer Miniatur-Novalröhren veröffentlichte die britische Firma Mullard ein damals neuartiges Verstärker-Schaltungskonzept, den Mullard 5-10, mit dem das Leistungspotential der neuen Röhrengeneration maximal ausgeschöpft werden konnte.
Konstruktive Besonderheiten liegen in einer bifilaren Wicklung des Heizdrahtes im Bereich der Kathode, um auch bei einer kostengünstigen Wechselstrom-Heizung ein minimales Streufeld auf das Kathodenröhrchen zu gewährleisten; trotzdem wird in hochempfindlichen Vorstufen die Röhrenheizung der EF86 zur optimalen Brummvermeidung vorzugsweise mit Gleichstrom betrieben.
Typische Einsatzgebiete der EF86 waren Mikrofonvorverstärkerstufen und Wiedergabeverstärkervorstufen in Tonbandgeräten, aber auch der berühmte Gitarrenverstärker Vox AC30 wurde in der Eingangsstufe mit der Röhre bestückt.
Die 50 mm hohe EF86 wird heute (2010) noch gefertigt und auch aktuell in höchstwertigen, professionellen Studio-Großmembran-Kondensatormikrofonen der renommierten Berliner Firma Neumann bzw. des Firmenablegers Microtech Gefell GmbH eingesetzt.
Mit der EF83 existiert eine Paralleltype mit Exponentialkennlinie.
Technische Daten:
- Maximale Anodenspannung, Ua: 300 V
- Anodenverlustleistung, Pa: 1 W
- Maximale Schirmgitterspannung, Ug2: 200 V
- Kathodenstrom, Ik: 6 mA

## P-Reihe
Die Paralleltype PF86 mit 0,3 A Serienheizung wurde z. B. von Philips als Miller-Integrator in der Vertikalablenkschaltung von Fernsehgeräten der 1950er und 60er Jahre verwendet. Sie ist bis auf die unterschiedlichen Heizungsdaten und die fehlende bifilare Auslegung des Heizfadens mit der EF86 austauschbar. Die unterschiedlichen Heizfäden ermöglichen auch eine einfache optische Unterscheidung der beiden Reihen.